# 朴翰宗
朴翰宗（1911年—1935年1月11日），原名朴焕宗，朝鲜族，东北人民革命军第一军参谋长，2015年8月入选著名抗日英烈、英雄群体名录。

## 早年生涯
1911年，朴翰宗出生于日占朝鲜庆尚南道陜川郡龙西城。朴翰宗幼年丧父，1919年随叔父迁居奉天省清原县。1927年，他发起成立反日反封建组织青年会，任副会长。青年会以识字班和夜校为掩护，宣传革命思想。由于他的叔父反对他从事革命运动，朴翰宗1928年离家前往磐石县从事反日运动。:174:99
1930年，朴翰宗成为磐石地区最早的中共党员之一，并被任命为磐东区委组织委员。同年8月，中共磐石县委成立后，组建了一支保卫县委机关的4人武装队“特务队”。陈玉振任队长，朴翰宗任副队长。1931年夏，他率队在磐东逮捕了4名汉奸，处死了其中的三人。:47:75

## “宋营”兵运
1932年春，朴翰宗被派往驻磐石吉海铁路警备司令部第五旅十三团一营宋国荣的部队（因营长姓宋而被称为“宋营”）做兵运工作。同年4月3日，磐东日警察署逮捕了9名朝鲜族党团员和反日人士，准备押往郭家店。中共磐石中心县发动300多民众开展“夺回被捕同志运动”，“宋营”龙介天的连队被派往镇压。期间因不满日本磐石警察分署巡查影泽（一说“有木”）和汉奸金汉钟对反日青年的拷打审问，龙介天连的战士（一说朴翰宗）开枪击毙影泽、金汉钟等3人。次日，龙介天率80名部下哗变，随朴翰宗加入抗日武装队，时称“三道岗事件”。:186-187:175:76
“三道岗事件”后，宋国荣借故将部队从磐石县城转移至黑石镇，但对是否哗变仍举棋不定。吉海警备第五旅旅长李桂林为试探安抚他，电召他去旅部。朴翰宗见况与宋国荣长谈抗日救国的道理和个人利弊，最终使宋国荣婉拒了旅部的邀请。此后，李桂林又多次邀他去旅部，但都被他拒绝了。最终，宋国荣在1932年9月初率全营358人举义。9月10日，宋营联合抗日山林队等其它抗日武装5000余人攻打磐石县城五六天之久，时称“磐石事件”。:186:76:48-49

## 南满游击队时期
1932年6月4日，磐东在中共满洲省委军委书记杨林的主持下成立 “磐石工农反日义勇军”。朴翰宗在第一分队任参谋。同年11月，义勇军被改编为中国红军第三十二军南满游击队。朴翰宗在第一大队任参谋。1933年1月，游击队长孟杰民、初向臣和政委王兆兰相继牺牲后，队伍内很多成员出现“插枪不干”的想法。朴翰宗配合中共共青团满洲省委巡视员刘过风稳定队伍。此后，杨靖宇从海龙回到磐石，重新整顿了队伍，设3个大队和1个教导队。朴翰宗被任命为第一大队大队长。:187:76:48-49
在此后的半年中，朴翰宗率第一大队与总队在杨靖宇的带领下先后粉碎日军四次大规模的围剿。此外，南满游击队通过抗日民族统一战线联合其它抗日武装队伍先后在大泉眼、大兴川、玻璃河套、营城子、呼兰镇等地以及吉海铁路上的战斗中取得胜利。游击队伍也不断地发展壮大。:187:175-176

## 独立师时期
1933年9月18日，南满游击队在磐石玻璃河套扩编为东北人民革命军第一军独立师，下设两个团。杨靖宇任师长兼政委，朴翰宗任第一团政委。同年10月至12月，日军发起大规模的“东边道大讨伐”。杨靖宇率主力部队渡过辉发江（今辉发河）南下开辟新的游击区。朴翰宗率一团和少年营留守磐石继续开展游击战，在3个月的时间里先后抵御了3次大讨伐。:187-188:77-78:176-177
1933年12月，朴翰宗率部成功组织了驻呼兰集场子吉林第二教导队骑兵支队（绿杆队）八连的哗变。12月9日，他率部趁夜成功打入绿杆队八连，击毙日本教官藤木和教导队连长，并收编了自愿转为抗日的哗变士兵。此后，他率部和哗变士兵南下与杨靖宇的军部会合。:78:50-51

## 军参谋长时期
1934年11月7日，东北人民革命军第一军正式成立。杨靖宇任军长兼政委，朴翰宗任参谋长。一军下设两个师，分别以龙岗山脉和江南一带的濛江、抚松为根据地:91-93。同年11月25日，杨靖宇和朴翰宗带领一军在通化三岔河围攻汉奸邵本良军队、公安队和三源浦日军守备队，击毙30余人。此后，朴翰宗协助杨靖宇拿下了柳河重镇三源浦，并进攻了元宝顶子、孤山子，以及临江秃尾巴沟和石人沟等地:78-79:178-179。
1935年1月，杨靖宇和朴翰宗获悉靖安军李寿山部混成第五旅第五团一个骑兵连要从红土崖去濛江换防，于是在1月10日晚率部埋伏在红土崖30余里外的一个要点。次日下午，当靖安军进入埋伏圈后，一军发起猛攻，击毙10余人，缴获步枪70余支，战马数十匹，获得胜利。但朴翰宗却在此次战斗中中弹牺牲，时年24岁。杨靖宇亲自为他举行了追悼会。:79:179:101